# El Regreso a Omashu
El Regreso a Omashu es el vigésimo tercer episodio de la serie animada de televisión Avatar: la leyenda de Aang y el tercer capítulo de la segunda temporada.

## Sinopsis
El grupo, después de atravesar La Cueva de los Dos Enamorados, llegan a una montaña camino a Omashu, la cual ha sido invadida por la Nación del Fuego. Aang decide ir en busca de Bumi, aunque Katara intenta decirle que hay muchos otros maestros que pueden enseñarle Tierra Control, y Aang responde que no irá en busca de un maestro, sino de un amigo. Aang los conduce por una cañería. Al entrar en la ciudad Katara dice "Eso fue fácil", y sale una figura acercándoseles, Katara le tira algo de agua, y Aang aire. De la figura salie Sokka, que estaba cubierto de lodo. Sokka hace un escándalo cuando descubre que en su cuello hay Pentapus Púrpura, que le dejaron unas manchas. Aang se los quita haciéndoles cosquillas. Entonces aparecen unos soldados de la Nación del Fuego, diciendo que ya pasó el toque de queda. Uno de ellos ve las manchas de Sokka, diciendo "Hey, ¿qué son esas manchas?", cuando está a punto de tocarlas, Katara responde "Él, tiene 'Pentaricela", es sumamente contagioso... y es mortal", a esto Sokka hace una actuación de estar muy enfermo, entonces los guardias escapan. Aang toma un Pentapus Púrpura y dice "Gracias amiguito".
Mientras tanto, Azula en su barco toma unos consejos de las dos ancianas que la acompañan, Lo y Li. "La Procesión real es muy obvia. Si quiero cazar a mi presa debo ser más ágil, y certera. Necesito un equipo de élite. Es hora de ir por unos viejos amigos".
El grupo se escabulle por la ciudad, Aang cree que debe estar en un lugar de metal. Mai, hija del Gobernador de Omashu, pasea con su madre y hermano (que es un bebé) Tom Tom, escoltados por soldados. Un maestro tierra las ve, y lanza grandes rocas. Aang ve caer las rocas y, con Aire Control, las desvía, cayendo una gran cantidad de polvo. Entonces la madre de Mai afirma que Aang y los demás son rebeldes. Los soldados los persiguen, pero Katara los ataca con Agua Control. Mai los persigue también, tirando de sus mangas flechas y dardos. Aang tira una especie de estante que está en un muro, y Mai le tira una especie de navaja, que queda atrapada en el planeador de Aang, Mai los sigue atacando, pero desaparecen bajo la tierra. El grupo cae junto a un gran grupo de Maestros Tierra.
Azula llega al campamento de un circo, y se encuentra con su amiga Ty Lee. Se saludan con un abrazo y Azula le pide que la acompañe en una importante misión. Ty Lee dice que en realidad su vida está en el circo, y que no quiere dejarlo. Azula le dice que no debe dejar lo que quiere para complacerla, y que verá su acto, a esto Ty Lee parece preocupada.
Aang pregunta si el Rey Bumi comanda la Resistencia, pero el verdadero líder dice que no, que el día en que la Nación del Fuego atacó, el Rey Bumi dijo "¿Qué pienso hacer? ¡Nada! Ajajajaja". Aang les aconseja que se vayan de Omashu, que canalicen todas sus energías en pelear, todos están de acuerdo, pero al ser muchos, no podrían escapar fácilmente. Sokka tiene una idea, dice que "todos se contagiarán de una extraña y rara enfermedad". Todos se ponen Pentapus Púrpura en la piel para que les dejen manchas de "Pentaricela". Aang dice que no los acompañará, que irá en busca de Bumi. En eso encuentra a Flopsie que está atrapado, lo libera y junto a él va en busca de Bumi. 

Momo por otro lado, llega a una casa donde encuentra un tarro con unas fruta que le gustan, entonces tira las semillas a un lado, donde estaba jugando Tom Tom.Éste lo persigue, y cae en el sistema de correo, junto a las frutas que le gustan a Momo, entonces, al verlo, le agarra la cola y Momo intenta volar, pero con el peso extra cae donde están los ciudadanos de Omashu "contagiados" de Pentaricela. 
En el circo, Ty Lee hace un peligroso acto en una cuerda floja. Azula pregunta si puede ser que se caiga, y aconseja que quiten la red, entonces el dueño del circo dice que los artistas están acostumbrados. Azula pide que prendan fuego a la red, el dueño cede y enciende la red, sin embargo se le ve preocupado por la seguridad de Ty Lee. Azula pregunta si el circo cuenta con animales, el dueño responde que su circo cuenta con las más exóticas criaturas, "libérenlas a todas" responde Azula. Ty Lee se pone algo nerviosa. En el camerino de Ty Lee, Azula le entrega unas flores, y Ty Lee le anuncia que ha decidido ir con ella en su misión.
El líder de la resistencia se da cuenta de que sobra un ciudadano, Tom Tom. Entonces un águila mensajera llega con un mensaje del gobernador. Piensa que secuestraron a su hijo, y pide intercambiar su hijo por el Rey Bumi. A la mañana siguiente Aang dice tener un buen presentimiento, y van camino a Omashu. 
Azula llega a la ciudad junto a Ty Lee y se encuentran con Mai, y cuando se reúne con el gobernador le da un sermón, "Si, yo lamento mucho lo de tu hijo, pero ¿qué pensabas cuando dejaste ir a todos los ciudadanos? Mi padre te confió esta ciudad, y tu lo estás arruinando... Quédense aquí, Mai se encargará del intercambio de rehenes, así no podrás arruinarlo. Y ya no se llamará Omashu, ahora llevará el nombre de mi padre, ¡la ciudad del Nuevo Ozai!".
Aang, Katara y Sokka (quién llevaba a Tom Tom) esperan en un edificio a medio construir. Aparecen Ty Lee, Mai y Azula. Azula le dice a Mai que no es un trato justo: intercambiar un Poderoso Rey Maestro Tierra por un bebé. Mai asiente, y la caja de metal donde llevan a Bumi regresa de nuevo arriba por medio de una grúa, Aang entonces corre a salvarlo, Azula lanza fuego, Aang salta dejando al descubierto sus tatuajes, Azula lo ve,"El avatar, es mi día de suerte", entonces lo sigue. Mai y Ty Lee pelean también contra Katara y Sokka, Sokka huye con tom tom en brazos, Ty Lee golpea de una forma extraña los brazos de Katara impidiéndole hacer Agua Control.Appa y sokka se salvan de los cuchillos de Mai. Mientras tanto Aang congelaba la cadena que sostenía a Bumi, soplándole. Azula los ataca con fuego azul, pero Aang con Aire Control la esquiva, y cayendo junto con Bumi al sistema de correos, Azula los sigue. Bumi hace Tierra Control y detiene a Azula y sus ataques.
Aang algo enojado le pregunta a Bumi por qué se rindió, Bumi le explica que en el estilo de pelea que llamado Jing cada uno elige como controlar su energía. Aang conoce dos jings, el positivo y el negativo, Bumi le agrega el neutro, aunque en realidad existen 85 jings, pero Aang debe concentrarse en el tercero, que es la clave para ser un maestro tierra, y consiste en esperar y escuchar antes de atacar. Entonces se tira contra el sistema de correo y con Tierra Control vuelve hacia arriba. Detrás de Aang aparece Appa. Al atardecer Azula se marcha junto a Ty Lee y Mai, Ty Lee dice que sería interesante volver a ver a Zuko, y Mai sonríe. Azula anuncia que ahora hay un tercer enemigo, refiriéndose al avatar. En la noche Aang deja a Tom Tom en el balcón del gobernador. Aang los mira contento.
- Datos: Q8773388